# 新莊武聖廟
25°02′02″N 121°27′00″E / 25.033840°N 121.450103°E
新莊武聖廟，又稱新莊關帝廟，是位於臺灣新北市新莊區文衡里新莊廟街的關帝廟，被列為新北市文化資產。

## 歷史沿革
乾隆廿五年（1760年），貢生胡焯猷捐地，由新莊慈祐宮志修和尚推動在新莊廟街上建立此廟，據說是台北盆地最早的關帝廟。廟的建立與當時新莊商業鼎盛有關，因商家以關帝君為膜拜對象。廟又稱「新莊關帝廟」。清朝時，新莊有水運與良田之利，從新莊慈祐宮至新莊武聖廟間成為繁華的商圈，被稱為「五十六坎」，直到後來新莊港日漸淤塞，被對岸的艋舺取代。
道光元年（1821年），此廟再擴建為三進建築。咸豐三年（1853年），新莊生大規模的漳泉械鬥，此廟嚴重受損，直到同治七年（1868年）擴大修建。1945年進行三年重修工程，但後來國軍曾駐紮於此造成損害。今廟址為新莊路340號，屬文衡里。1975年以用鋼筋水泥工法全面翻修前殿。文建會古蹟評鑑小組於1985年11月26日正式公布新莊武聖廟、新莊慈佑宮、新莊文昌祠為臺閩地區三級古蹟，而同地的新莊廣福宮為二級。
1999年5月24日，此廟修復工程開工，縣議員許炳崑、徐陳麗華及縣民政局及新莊市公所人員到場祭拜。總經費三千萬元，由內政部補助四分之三經費，其餘由縣府負擔。921大地震使正在修復的此廟中殿屋脊塌毀、牆壁龜裂。

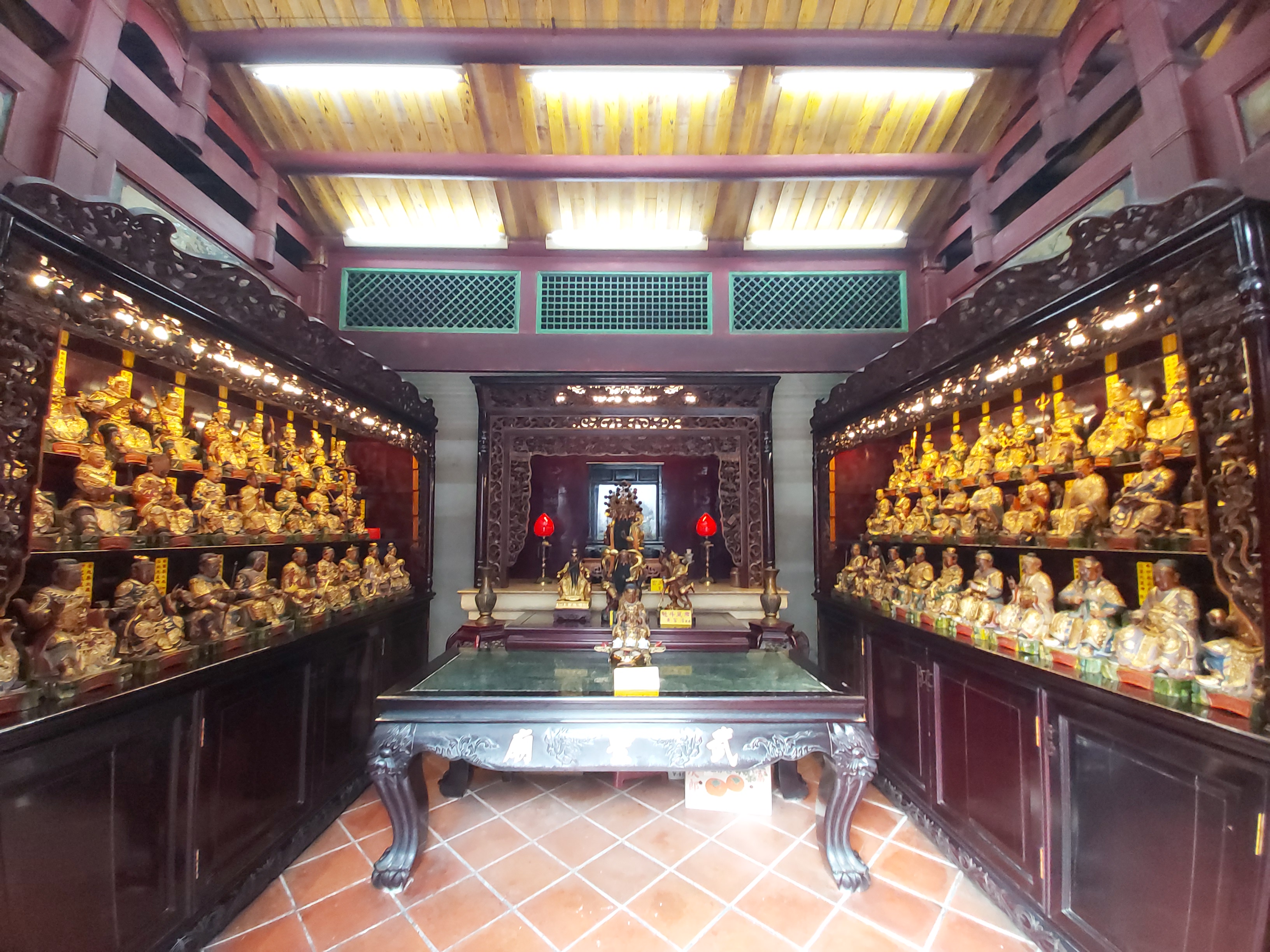
太歲殿
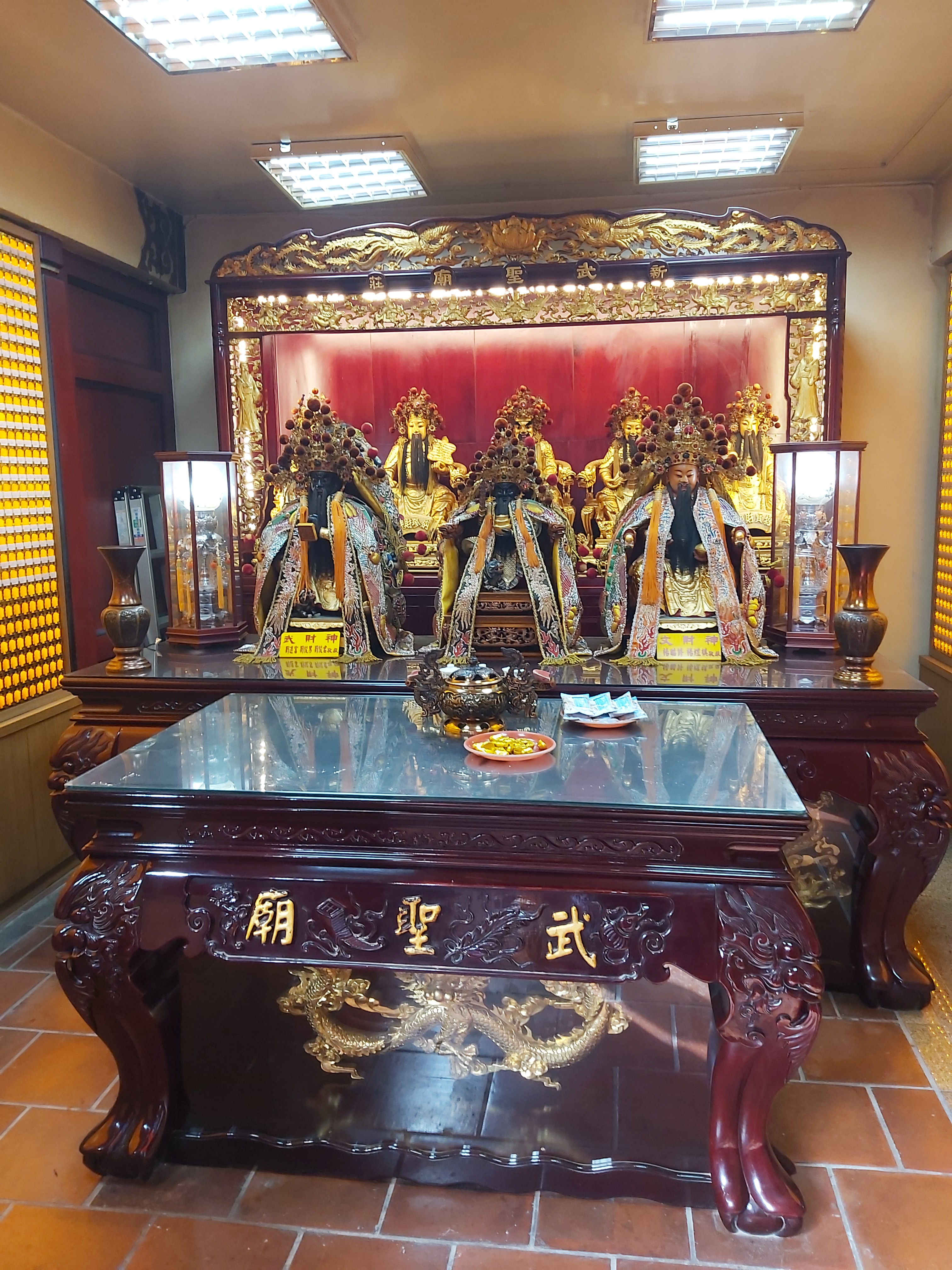
財神殿
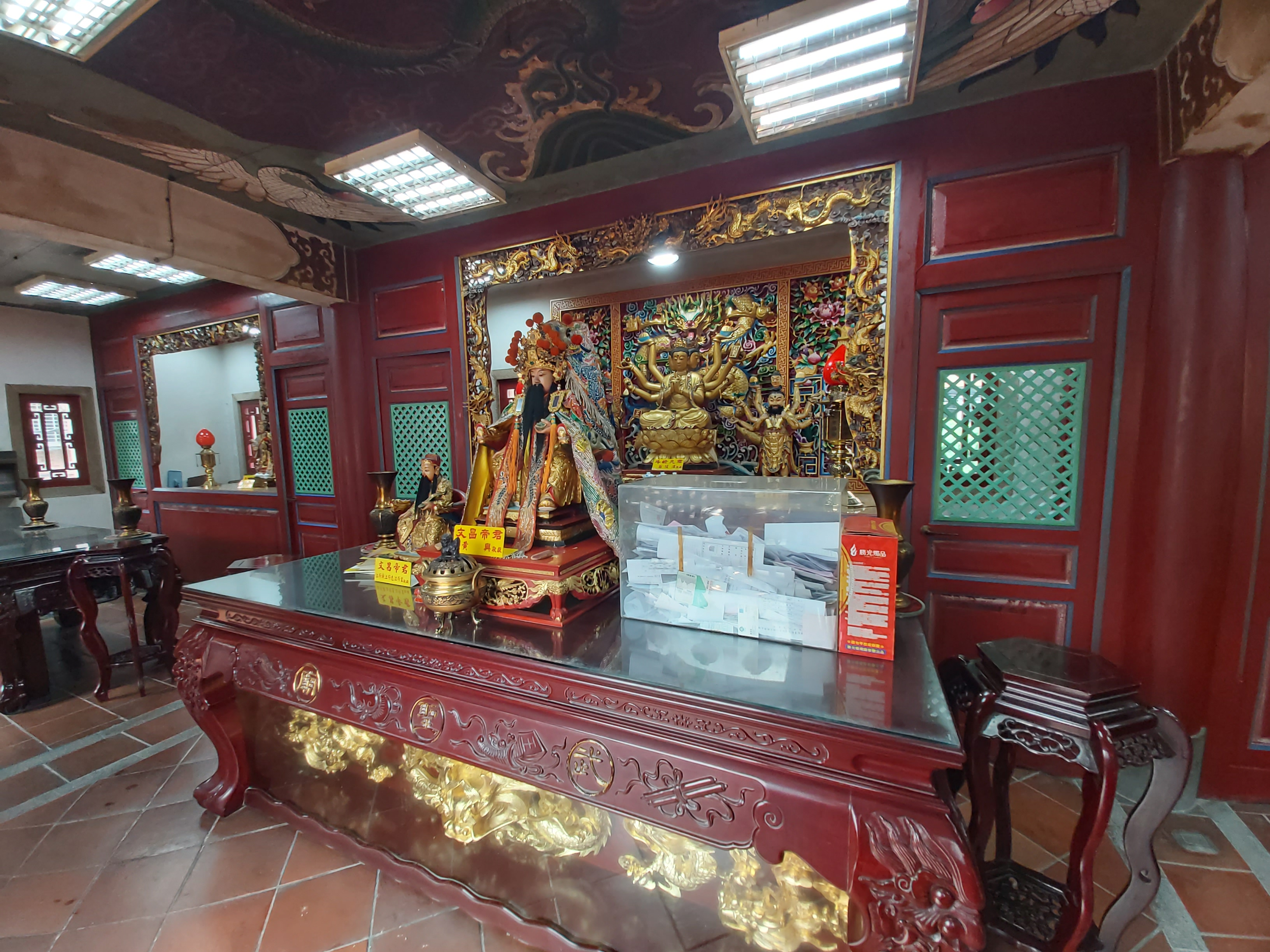
璇璣殿
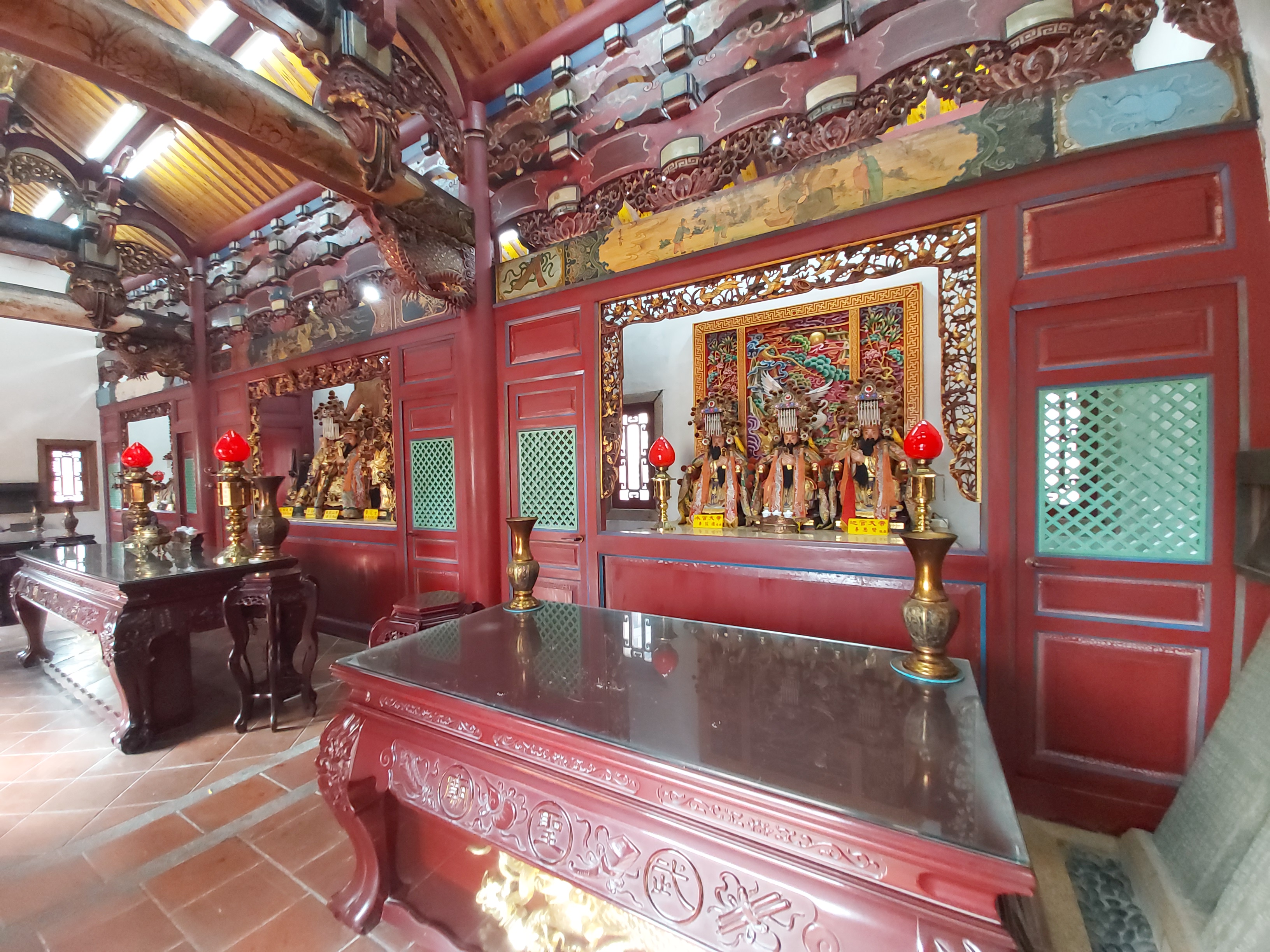
通明殿

2000年3月8日，廟方新建圖書館文化大樓舉行奠基典禮，由台北縣長蘇貞昌和新莊市長黃林玲玲主持動土儀式。廟方以名為「有廟有教」的教育理念提供此六樓高的圖書館供學子讀書。也會在此大樓舉行文物展。
2001年11月，廟身修復工程完工。2002年1月25日舉行安座大典，由臺北縣縣長蘇貞昌主持神像開光及安座儀式，新莊市長黃林玲玲、縣議員徐陳麗華、許炳崑、葉正森、縣政府工務局長吳澤成與地方士紳參加。

## 祭典
農曆正月十三日，飛升成道日，為廟方春祭日。農曆六月廿四為關聖帝君誕辰。

## 外部連結
- 官方网站
- 新莊武聖廟的Facebook專頁
- 新莊武聖廟—文化部文化資產局 （页面存档备份，存于）